# امین شریعتی
امین شریعتی (زاده ۱۳۴۲ بهبهان) سرتیپ سپاه پاسداران انقلاب اسلامی است، که در خلال جنگ ایران و عراق از اعضای سپاه پاسداران بود و در فاصله سالهای ۱۳۶۴ تا ۱۳۶۷ فرماندهی لشکر ۳۱ عاشورا را برعهده داشت. وی پس از جنگ به‌عنوان فرمانده لشکر ۷ زرهی ولی عصر، جانشین و فرمانده قرارگاه کربلا، همچنین جانشین فرمانده نیروی زمینی سپاه پاسداران فعالیت می‌کرد. او از سال ۱۳۸۰ تا ۱۳۸۱ معاونت وزیر دفاع و ریاست سازمان مهندسی وزارت دفاع و پشتیبانی نیروهای مسلح را برعهده داشت. شریعتی در طول جنگ در اغلب عملیات‌های اصلی سپاه در نبردها حضور داشت و به‌علت عملکردش، نشان فتح دریافت نمود.